# Пльзень-місто (округ)
Пльзень-місто (чеськ. Okres Plzeň-město) — адміністративно-територіальна одиниця в Пльзенському краї Чеської Республіки. Адміністративний центр — місто Пльзень. Площа округу — 261,46 кв. км., населення становить 188 190 осіб.
До округу входить 15 муніципалітетів, з котрих 2 — міста.